# قبة يوسف

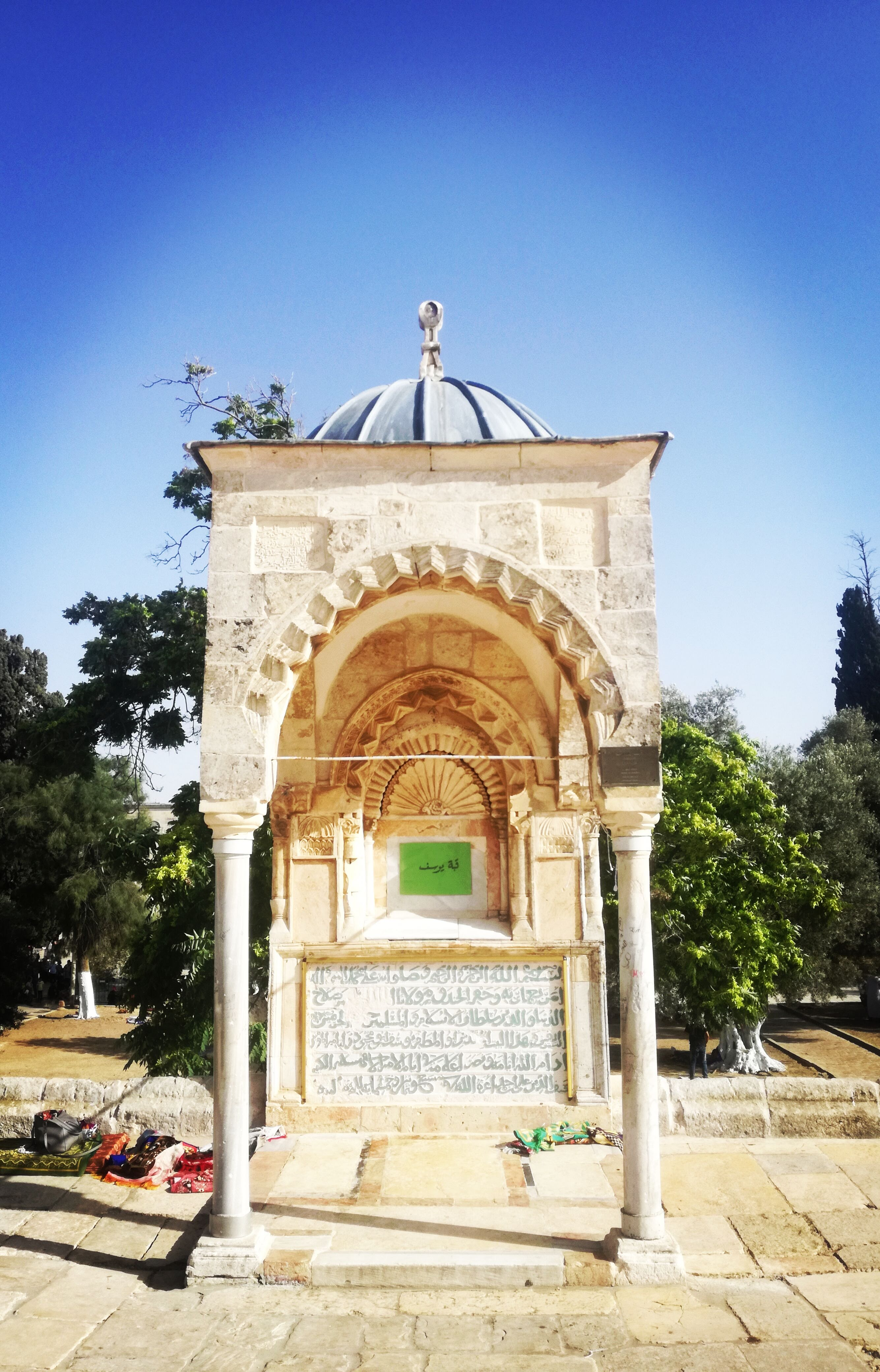
قبة يوسف

قبة يوسف، أنشئت هذه القبة في عهد السلطان صلاح الدين الايوبي، في سنة 587 هـ / 1191 م، وجددت هذه القبة في سنة 1092 هـ / 1681 م، في العصر العثماني، كاتبين النقوش الكتابية التذكارية التي
كتبت على بلاطتين، تشير إحداهما إلى ما صنعه صلاح الدين، وتشير ثانيتهما إلى تجديدها ومجددها، وهو علي آغا بن يوسف آغا. وتجدر الإشارة إلى أن البلاطة الثانية، كتب عليها باللغة التركية.
وبها أقدم ذِكر للقب خادم الحرمين الشريفين وتتكون هذه القبة من بناء مربع طول ضلعه متران، وتعلوه قبة محمولة من الامام، في الجهة الشمالية، عل عمودين لطيفي الشكل. وترتكز على حائط في الجهة الجنوبية. وهي بذلك مفتوحة البناء من جميع جهاتها باستثناء الواجهة الجنوبية.
وتجدر الإشارة إلى أن النقش الكتابي التذكاري الذي يعود إلى الفترة الأيوبية، يقع بداخلها، وأن النقش الآخر الذي يعود إلى الفترة العثمانية يقع خارجها.

## وصف النقش الأول
هي عبارة عن نقش رخامي وضع لتثبيت تاريخ حفر خندق حول سور مدينة القدس القديمة بعد إخراج الصلبيين في عهد السلطان صلاح الدين الأيوبي
وقد تم حفر الخندق تحت اشراف الأسفهسلار علي بن احمد الهكاري

## نص النقش
كُتب عليه نصاً «بسم الله الرحمن الرحيم وصلواته على محمد النبي وآله أمر بعمارته وحفر الخندق مولانا الملك الناصر صلاح الدنيا والدين سلطان الإسلام والمسلمين خادم الحرمين الشريفين وهذا  البيت  المقدس أبو المظفر يوسف بن أيوب محيي دولة أمير المؤمنين ادام الله ايامه ونصر أعلامه في أيام الأمير الأسفهسلار الكبير سيف الدين علي بن أحمد أعزه الله في سنة سبع وثمانين وخمسمائة للهجرة الشريفة» 